# Jeanne Dumée
Jeanne Dumée (1660 – 1706) è stata un'astronoma francese è autrice di Entretiens (Interviste) che espone il sistema copernicano e fornisce argomenti a suo sostegno.
Jérôme de Lalande la nomina tra le astronome; oggi, Jean-Pierre Poirier la considera tale.

## Scrittura de l'Entretiens
Rimasta vedova già all'età di 17 anni, Jeanne Dumée si dedicò all'astronomia. Lei rappresentò un "sfera  "seguendo questo parere" (ovvero, il parere dei copernicani). Le "persone istruite" che la visitano le chiedono spiegazioni su questa sfera e, per accontentarli, scrive Entretiens sur l'opinion de Copernic touchant la mobilité de la Terre (Discorsi sull'opinione di Copernico circa la mobilità della Terra), esponendo la teoria di Copernico e portando argomenti in suo sostegno; così Jeanne Dumée racconta l'origine del suo lavoro.
I suoi scritti furono recensiti nel 1680 nel Journal des sçavans.

## Opere

### Manoscritti
- Intervista sul parere di Copernico circa la mobilità della terra, ms. n 19941 della BNF — Dedicato al Cancelliere Boucherat. Il manoscritto è illustrato con un'incisione del suo dedicatario.

### Libri
Secondo Jérôme de Lalande, che cercò libri stampati e non ne trovò, è stato Johann Friedrich Weidler a commettere l'errore di considerare stampate le Interviste. Lalande, infatti, ritiene che il Journal des savants abbia parlato delle Interviste come di un libro nella speranza di vederlo pubblicato; Weidler avrebbe pensato di esserlo stato davvero.
Nessuna copia del libro è stata trovata, ma Gallica ha messo il manoscritto online. Si tratta quindi di un caso in cui un testo antico (di cui generalmente si parlava solo per sentito dire) è diventato accessibile come libro elettronico senza essere mai passato per le mani di un editore di libri cartacei.
È stato stabilito che il manoscritto di Gallica differisce probabilmente da quello registrato nel 1680 nel Journal des savants. Inoltre, è stato dimostrato che questo manoscritto è fortemente ispirato da un'opera pubblicata nel 1675 da François Bernier, a sua volta tratta da un'opera latina di Pierre Gassendi pubblicata nel 1647.

### Citazioni
- « Entre le cerveau d'une femme et celui d'un homme il n'y a aucune différence. »
- « L'on s'étonne que les auteurs de la commune opinion [le géocentrisme] aient pu s'imaginer qu'il n'est [pas] convenable à la nature, et à la perfection des corps divins de se mouvoir irrégulièrement. Et que cependant ils croient ces mouvements violents ; eux qui semblent révérer la nature et cependant, ils ne craignent pas de lui faire une si étrange violence, quoique d'ailleurs ils disent que tout ce qui est violent ne dure pas. »

## Intitolazioni
- Jeanne Dumée ha il suo nome nell'installazione The Dinner Party, di Judy Chicago, esposta al Brooklyn Museum.